# Ala-Petäinen
Ala-Petäinen är en sjö i Finland. Den ligger i kommunen Sotkamo i landskapet Kajanaland, i den centrala delen av landet, 500 km norr om huvudstaden Helsingfors. Ala-Petäinen ligger 195 meter över havet. Arean är 17,7 hektar och strandlinjen är 2,51 kilometer lång. Sjön  ingår i Uleälvens huvudavrinningsområde. 